# Partit Lliure Estonià
El Partit Lliure Estonià (en estonià: Eesti Vabaerakond) va ser un partit polític de centredreta estonià fundat el 2014.

## Història
El Grup Fundador del Partit Lliure Estonià, sense ànim de lucre, es va fundar el gener de 2014. Originalment, havia de ser fundat per dues organitzacions, Ciutadà Patriòtic Lliure (Vaba Isamaaline Kodanik) i Millor Estònia (Parem Eesti), però aquesta última va decidir retirar-se. El Partit Lliure Estonià es va establir oficialment el 20 de setembre de 2014 i Andres Herkel va ser elegit president. El partit va atreure nombroses figures públiques, com ara l'excap de les Forces de Defensa, l'almirall Tarmo Kõuts, l'actor Ain Lutsepp i Jüri Adams, un exministre del govern que va ser un dels principals redactors de la Constitució d'Estònia.
A les seves primeres eleccions legislatives al 2015, el partit va rebre prop del 9% dels vots i 8 escons. El partit participaria inicialment de les converses per formar la coalició de govern juntament amb el Partit Reformista, el Partit Socialdemòcrata i Isamaa, però van ser exclosos perquè les seves propostes per canviar el sistema fiscal es van considerar inacceptables. La manca de voluntat del Partit Reformista de reduir el finançament estatal per als partits polítics va ser citada com un problema pel Partit Lliure Estonià.
Durant la legislatura a l'oposició el suport al partit cauria a l'entorn del llindar del 5%, i alguns analistes ja assenyalaven la possibilitat de desaparició del partit a les properes eleccions pel seu perfil baix i indefinició política, a més de tenir alternatives de major pes pels seus electors com Isamaa. Així, a les eleccions de 2019 va rebre només l'1.2% dels vots, molts lluny del llindar i d'obtenir per tant representació al Riigikogu.
Al 2020 es fusionaria amb el partit minoritari Partit de la Biodiversitat Estonià per formar el nou Partit Estonià per al Futur, que al seu torn es transformaria de nou a Partit Lliure d'Estònia al 2024.

## Resultats electorals

### Eleccions legislatives
| Any  | Vots   | Vots | Escons  | Escons | Pos. | Govern            |
| Any  | #      | %    | #       | ±      | Pos. | Govern            |
| ---- | ------ | ---- | ------- | ------ | ---- | ----------------- |
| 2015 | 49,882 | 8.7  | 8 / 101 | 8      | 5è   | Oposició          |
| 2019 | 6,461  | 1.2  | 0 / 101 | 8      | 9è   | Extraparlamentari |